# Diplura (пауки)
Diplura (лат.) — род мигаломорфных пауков из семейства Dipluridae. 
Естественный район обитания представителей рода находится в Южной Америке и на Кубе.

## Виды
- Diplura annectens (Bertkau, 1880) — Бразилия
- Diplura argentina (Canals, 1931) — Аргентина
- Diplura catharinensis (Mello-Leitão, 1927) — Бразилия
- Diplura erlandi (Tullgren, 1905) — Боливия
- Diplura fasciata (Bertkau, 1880) — Венесуэла, Бразилия
- Diplura garbei (Mello-Leitão, 1923) — Бразилия
- Diplura garleppi (Simon, 1892) — Боливия
- Diplura lineata (Lucas, 1857) — Бразилия
- Diplura macrura (C.L.Koch, 1841) — Куба
- Diplura maculata (Mello-Leitão, 1938) — Бразилия
- Diplura nigra (F.O.P.-Cambridge, 1896) — Бразилия
- Diplura nigridorsi (Mello-Leitão, 1924) — Бразилия
- Diplura paraguayensis (Gerschman & Schiapelli, 1940) — Парагвай, Аргентина
- Diplura parallela (Mello-Leitão, 1923) — Аргентина
- Diplura petrunkevitchi (Caporiacco, 1955) — Венесуэла
- Diplura riveti (Simon, 1903) — Эквадор
- Diplura sanguinea (F. O. P.-Cambridge, 1896) — Бразилия
- Diplura studiosa (Mello-Leitão, 1920) — Бразилия
- Diplura taunayi (Mello-Leitão, 1923) — Бразилия
- Diplura uniformis (Mello-Leitão, 1923) — Бразилия